# Tirol in Waffen
Tirol in Waffen ist ein deutscher Historienstummfilm aus dem Jahre 1913 von Carl Froelich über den Tiroler Freiheitshelden Andreas Hofer im Kampf gegen die französischen Okkupanten zur Zeit Napoleon Bonapartes.

## Handlung
Tirol zur Zeit der napoleonischen Fremdherrschaft. Der Freiheitsheld Hofer kämpft in den Jahren 1808 und 1809 gegen die französische Besatzungsmacht.
Schon seit Jahren haben sich die französischen Besatzer in Tirol festgesetzt und unterdrücken das Volk. Die große Politik zwischen Österreich und Frankreich führte dazu, dass Wien nach der verlorenen Schlacht bei Austerlitz Tirol preisgeben musste. Jetzt aber wollen die Tiroler nicht länger zusehen, wie die Besatzer Land und Bevölkerung kujonieren. Bald bricht sich der Widerstandswille Bahn. Bei Sterzing kommt es zu einem schweren Gefecht infolgedessen Schwaz von den Franzosen geplündert und niedergebrannt wird. Hofer besiegt die Okkupanten am Isel und wird 1809 vom österreichischen Kaiser zum Kommandanten der Tiroler Truppen ernannt.
Als die Tiroler Bauern ausgelassen ein Dorffest mit Tanz veranstalten, kommen napoleonische Soldaten hinzu. Einer von ihnen greift sich ein Bauernmädel heraus und will es dazu zwingen, mit ihm zu tanzen. Daraufhin kommt es zu einer heftigen Schlägerei zwischen Einheimischen und Okkupanten. Tiroler Bürger werden willkürlich von der französischen Soldateska abgeführt, darunter auch ein einfacher Mönch, der sich im Namen des Kruzifix gegen den Übergriff zu wehren versucht. Doch die gottlosen Napoleon-Franzosen stoßen ihn nur lachend zu Boden. Ein anderer französischen Soldat dringt in die Bauernstube einer einfachen Tirolerin ein und versucht sich an ihr zu vergehen. Erst ihr dazueilender Mann, der Freiheitskämpfer Josef Speckbacher, kann das Schlimmste verhindern.
Währenddessen versuchen Abgesandte der Tiroler Stände mit den französischen Vertretern der Besatzungsmacht zu verhandeln. Immer mehr napoleonische Soldaten strömen ins Land, währenddessen entwerfen Hofer und Speckbacher Pläne, wie sie die verhasste Besatzungsmacht bekämpfen können. Nur mit Dreschflegeln, Sensen und anderem landwirtschaftlichen Gerät bewaffnet, strömen die Tiroler zusammen, verfolgt von den Franzosen. Schließlich holen die Franzosen die Tiroler ein, nehmen Speckbacher gefangen und entreißen ihm seinen Sohn, der wild auf den ihn festhaltenden Soldaten einprügelt. Wenig später erfährt Hofer von dieser empfindlichen Niederlage seiner Leute und bricht auf. An einem Wegkreuz bittet er um Gottes Segen. Derweil ziehen die französischen Soldaten plündernd und raubend durch die Tiroler Häuser.
Hoch in den verschneiten Tiroler Bergen schlägt Hofer in einer Blockhütte sein Quartier auf. Seine Frau und sein Sohn besuchen ihn dort. Auch einer seiner getreuen Mitstreiter kommt zur Hütte. Dann geht einer der Seinen, ein gewisser Raffl, zum Feind, verrät Hofer für einen Judaslohn an den französischen Kommandanten und führt dessen Soldaten hoch in den Schnee zu seinem Versteck. Hofer wird von der Übermacht verhaftet und ins Tal geschleppt. Währenddessen unterschreibt Napoleon sein Todesurteil. Kurz vor Hofers Hinrichtung verabschieden sich seine Getreuen von ihm, darunter sein untröstlicher Sekretär Sweth. In einem Hof in Mantua wird er von Besatzungssoldaten füsiliert.

## Produktionsnotizen
Tirol in Waffen entstand im Herbst (Oktober / November) 1913 im Süden Tirols (heutiges Südtirol) rund um Meran sowie im Messter-Film-Atelier in Berlins Blücherstraße Nr. 32. Die Uraufführung erfolgte am 28. Februar 1914 im großen Konzertsaal der Königlichen Hochschule für Musik in Berlin-Charlottenburg. Anschließend lief der Film in den Kammerlichtspielen am Potsdamer Platz.
Von den einst rund 70 Minuten Original-Spieldauer auf 1900 Filmmetern sind heute nur noch knapp 40 Minuten vorhanden.
Carl Froelich führte nicht nur Regie, sondern zeichnete auf für die Kameraarbeit und die Filmbauten verantwortlich. Für Produzent Messter war dies bereits sein zweiter Hofer-Film. 1909 hatte er in sehr viel bescheidenerem Maße den Film Andreas Hofer mit den Darstellern der Meraner Festspiele hergestellt.
Tirol in Waffen ist ein typisches Beispiel für die patriotische Themenwahl (mit antifranzösischer Note) in zahlreichen deutschen Filmen kurz vor Ausbruch des Ersten Weltkriegs. Bereits 1912 wurde ein Film über Theodor Körner mit Friedrich Feher gedreht, 1912/13 entstand ein wuchtiges, dreiteiliges Epos über Königin Luise unter dem Titel Der Film von der Königin Luise, 1913 unter der Regie Fehers ein Loblied auf Major Schill unter dem Titel Das Blutgeld und im selben Jahr aus der Hand Franz Portens ein Film mit dem programmatischen Titel Aus Deutschlands Ruhmestagen 1870/71. Grund für diese deutsch-nationalen Aufwallungen jener Zeit waren die sich häufenden Jahrestage des Freiheitskampfes gegen Napoleon einhundert Jahre zuvor.

## Kritiken
Der Film fand in zahlreichen regionalen und überregionalen Zeitungen Deutschlands und Österreich-Ungarns ein großes Medienecho und wurde zum Teil enthusiastisch aufgenommen. Nachfolgend eine kleine Auswahl:
Die Vossische Zeitung schrieb: „In Bildern von packender Lebendigkeit führt der Film die große Volkserhebung der Tiroler gegen das napoleonische Joch vor Augen. Der zähe Kampf gegen die erdrückende Macht der Franzosen ist in so fesselnde Szenen gekleidet, daß man beinah die landschaftlichen Schönheiten Tirols die der Film wiedergibt, übersieht.“
Die Berliner Morgenpost urteilte: „Mit einem außerordentlichen Aufgebot an Mitwirkenden sind prachtvolle Volks- und Kriegsszenen geschaffen worden, die um so natürlicher wirken, als der Film in Tirol aufgenommen wurde und echte Volkstypen an den Massenszenen teilnehmen. Entzückend ist die Staffage der Bilder, die prachtvolle Dorf- und Gebirgsszenerien Tirols wiedergibt.“
Die Berliner Allgemeine Zeitung wusste zu berichten: „Volltrefflich gelungen sind die packenden, bis in alle Einzelheiten echten Volksszenen dann die Kampfbilder und bewundernswert die Aufnahmen der schönen Gebirgslandschaften. Die Gefechte bei Stertzing und am Berge Isel sind Meisterleistungen der modernen Filmkunst, ebenso der Aufmarsch der greisen Landesverteidiger im ‘letzten Aufgebot‘.  Voll dramatischen Lebens ist Hofers Gefangennahme hoch oben in den Bergen.“
Der Tag befand: „Der Film, der die historischen Begebenheiten der Jahre 1808 und 1809 in Tirol zeigt, enthält eine Reihe fesselnder und landschaftlich prägender Bilder.“